# Брестовацька Брда
45°36′ пн. ш. 17°07′ сх. д. / 45.60° пн. ш. 17.12° сх. д.
Брестовацька Брда (хорв. Brestovačka Brda) — населений пункт у Хорватії, у Б'єловарсько-Білогорській жупанії у складі громади Кончаниця.

## Населення
Населення за даними перепису 2011 року становило 33 осіб.
Динаміка чисельності населення поселення:
На 1991 рік 25 % (11 від 44) мешканців були чехами.